# Graf WV 22

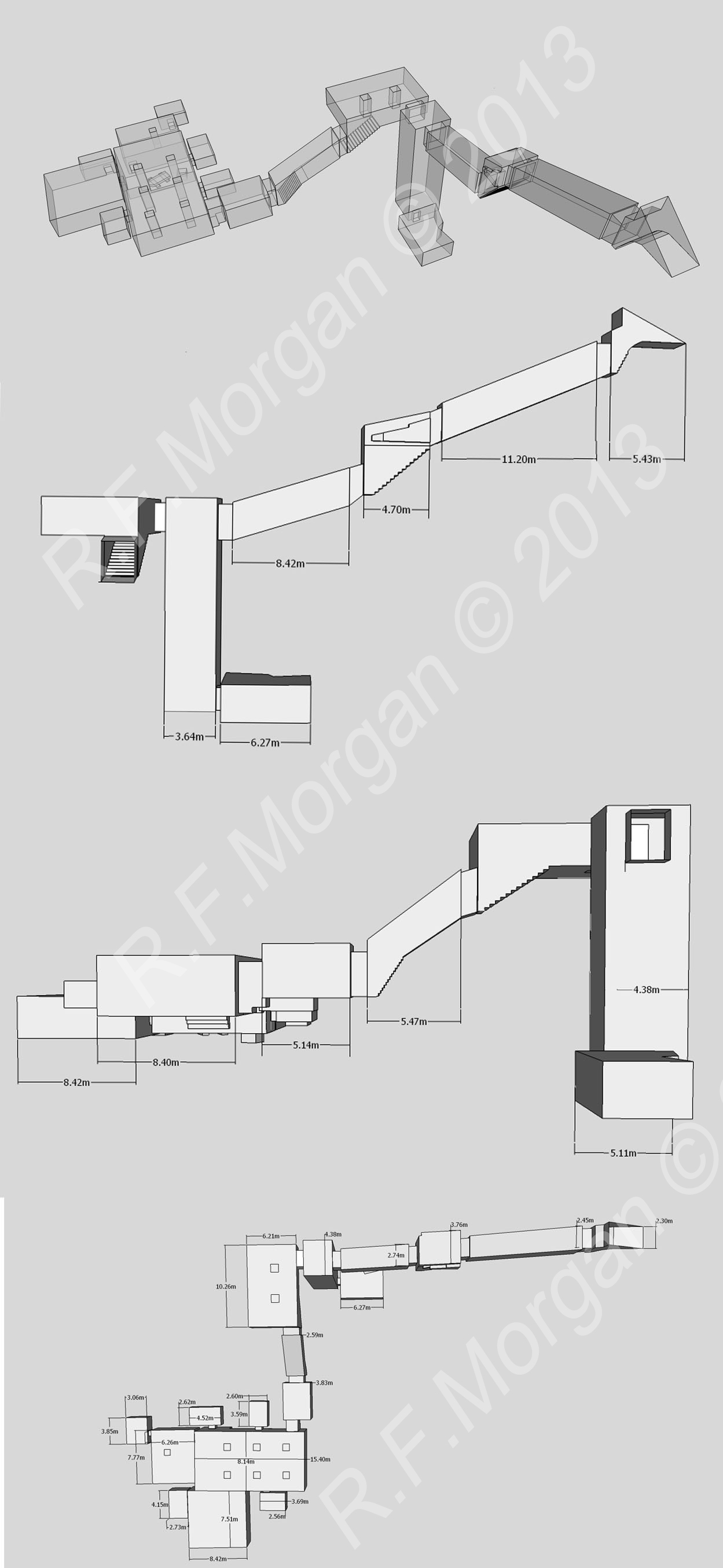
Schematische weergave van graf WV 22

Graf WV 22 is een graf uit het westelijke deel van de Vallei der Koningen. Het graf, daterend uit de 18e dynastie, werd al voor 1799 ontdekt, herontdekt in augustus 1799 door Jean-Baptiste Prosper Jollois en Édouard de Villiers du Terrage, maar later pas grondig onderzocht door Howard Carter, Sakuji Yoshimura en Jiro Kondo. Het werd gebouwd voor farao Amenhotep III en is erg uniek, omwille van het feit dat het 2 begraafplaatsen bevat voor zijn vrouwen Teje en Sitamoen (die ook zijn dochter was). Er is echter geen sarcofaag aanwezig in de tombe.